# Medaille voor de Verdediging van Kars
De Medaille voor de Verdediging van Kars (Kars Madalyasi), werd in 1855 door de Turkse sultan Abdülmecit (1839-1861) ingesteld. Deze campagnemedaille herdacht de verdediging van de strategisch gelegen Oost-Turkse plaats Kars. 
Tijdens het beleg van Kars, onderdeel van de Krimoorlog, verdedigden de Turken de strategisch belangrijke vesting van 19 mei tot 22 juni 1855 tegen een Russisch leger.
De Turken werden bijgestaan door een klein Brits contingent onder leiding van generaal William Fenwick Williams. Het heeft niet mogen baten want de cholera die onder de verdedigers uitbrak noopte hen tot overgave. De Britse generaal kreeg van zijn regering het Victoria Cross.
Er werden ongeveer 20.000 gouden en zilveren medailles verleend aan de verdedigers.
De medailles hebben een diameter van 36 millimeter en op de voorzijde staat de door een lauwerkrans omgeven tughra van de Ottomaanse sultan. Op de keerzijde staat een afbeelding van de bevestigde stad en het daarbovengelegen fort. Er staat geen tekst op de medaille..
Het lint voor de medailles was zoals gebruikelijk zalmrood met groene boorden. Andere Turkse campagnemedailles werden doorboord om ze zo aan het lint te kunnen hangen maar deze medaille hangt aan een klamp.